# شهرستان چانگیوان
شهرستان چانگیوان (به لاتین: Changyuan County) یک منطقهٔ مسکونی در چین است که در شینشیانگ واقع شده‌است.